# Silvia Kropfreiter
Silvia Kropfreiter, auch Kropfreiter-Weihsbeck (* 1960 in Linz) ist eine österreichische Künstlerin. Ihre Hauptwerke sind Glasfenster für Kirchen und Gemälde.

## Leben
Silvia Kropfreiter ist die Nichte des Komponisten Augustinus Franz Kropfreiter. Sie absolvierte die HTL für Gebrauchsgrafik in Linz, die Meisterklasse für Gebrauchsgrafik an den Hochschulen für künstlerische Gestaltung in Linz und Wien.
Kropfreiter lebt und wirkt in Hargelsberg und Wien.

## Werke (Auswahl)

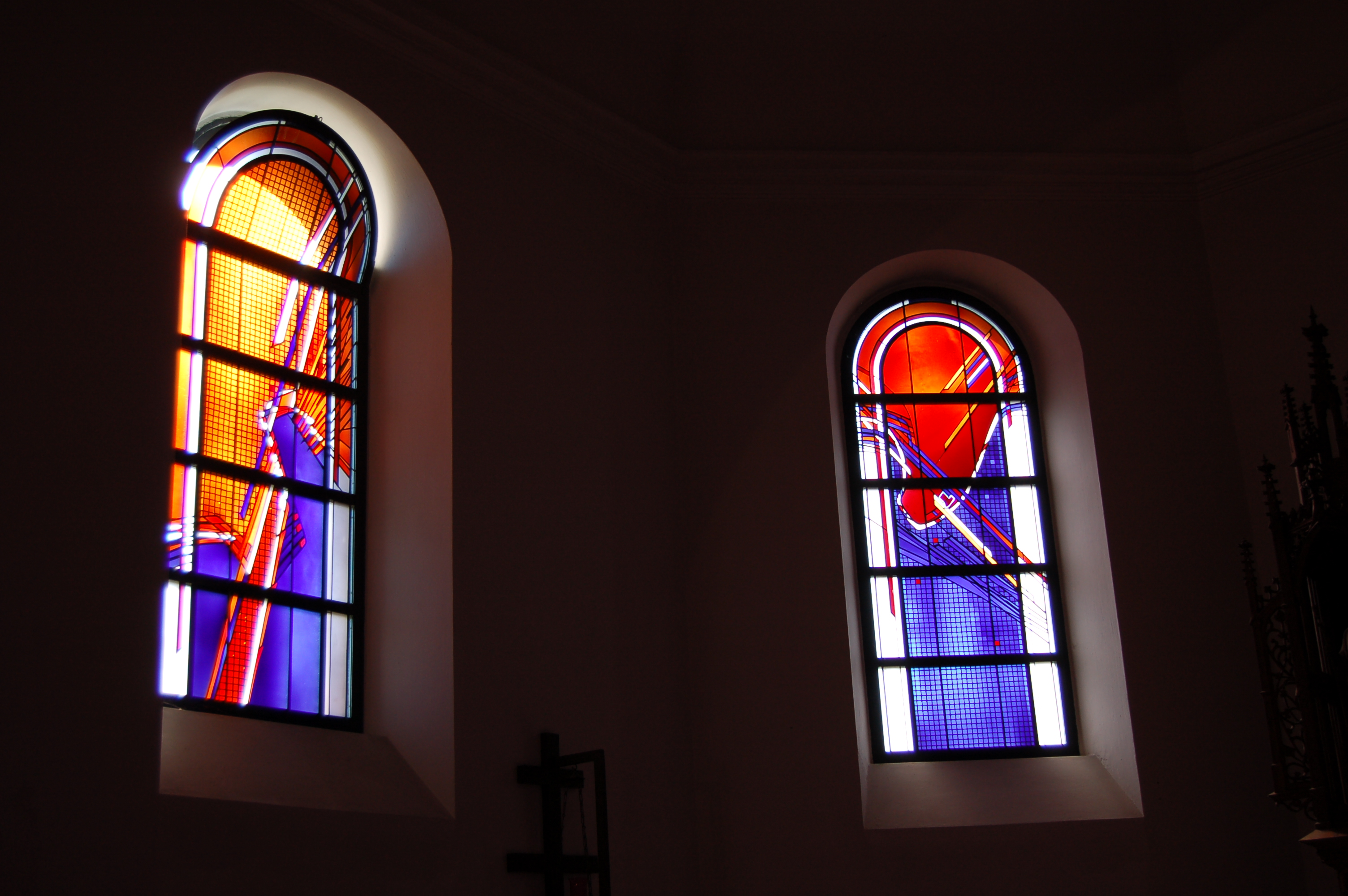
Glasfenster der Filialkirche Neußerling

- 1990 Glasfenster der Pfarrkirche Linz-Pichling
- 1996 Glasfenster der Filialkirche Neußerling in Oberösterreich
- 2005 Verabschiedungskapelle am Pfarrfriedhof Urfahr
- 2008 Taufbecken aus Glas in der Filialkirche Oberrohrbach in Niederösterreich[1]